# Nogometna liga Kosova i Metohije 1954./55.
Nogometna liga Kosova i Metohije, također i kao Podsavezna liga Kosova i Metohije, Liga Podsaveza AKMO, Liga Kosova  je bila liga četvrtog stupnja nogometnog prvenstva Jugoslavije u sezoni 1954./55. 
 Sudjelovalo je 11 klubova, a prvak je bila "Trepča" iz Kosovske Mitrovice. 

## Ljestvica
| mj. | klub                                   | ut. | pob. | ner. | por. | gol+ | gol- | bod |
| --- | -------------------------------------- | --- | ---- | ---- | ---- | ---- | ---- | --- |
| 1.  | Trepča Kosovska Mitrovica              | 20  | 14   | 3    | 3    | 83   | 34   | 31  |
| 2.  | Metohija Prizren                       | 20  | 13   | 2    | 5    | 50   | 31   | 28  |
| 3.  | Vlaznimi Đakovica                      | 20  | 12   | 3    | 5    | 50   | 23   | 27  |
| 4.  | Radnički Priština                      | 20  | 11   | 3    | 6    | 55   | 43   | 25  |
| 5.  | Borac Uroševac                         | 20  | 10   | 4    | 6    | 47   | 30   | 24  |
| 6.  | Budućnost Peć                          | 20  | 9    | 5    | 6    | 57   | 34   | 23  |
| 7.  | Zvezda Gnjilane                        | 20  | 8    | 3    | 9    | 41   | 23   | 19  |
| 8.  | Lab Podujevo                           | 20  | 6    | 3    | 11   | 25   | 47   | 15  |
| 9.  | Rudar (Stari Trg – Kosovska Mitrovica) | 20  | 6    | 2    | 12   | 38   | 55   | 14  |
| 10. | Radnički Vučitrn                       | 19  | 2    | 4    | 13   | 27   | 69   | 8   |
| 11. | Deva Đakovica                          | 19  | 0    | 4    | 15   | 23   | 65   | 4   |

- ljestvica bez rezultata jedne utakmice

## Rezultatska križaljka
| kratica | klub                                   | BOR | BUD | DEVA | LAB | MET | RADP | RADV | RUD | TRE | VLA | ZVE |
| --- | -------------------------------------- | --- | --- | ---- | --- | --- | ---- | ---- | --- | --- | --- | --- |
| BOR | Borac Uroševac                         |     |     |      |     |     |      |      |     |     |     |     |
| BUD | Budućnost Peć                          |     |     |      |     |     |      |      |     |     |     |     |
| DEVA | Deva Đakovica                          |     |     |      |     |     |      |      |     |     |     |     |
| LAB | Lab Podujevo                           |     |     |      |     |     |      |      |     |     |     |     |
| MET | Metohija Prizren                       |     |     |      |     |     |      |      |     |     |     |     |
| RADP | Radnički Priština                      |     |     |      |     |     |      |      |     |     |     |     |
| RADV | Radnički Vučitrn                       |     |     |      |     |     |      |      |     |     |     |     |
| RUD | Rudar (Stari Trg – Kosovska Mitrovica) |     |     |      |     |     |      |      |     |     |     |     |
| TRE | Trepča Kosovska Mitrovica              |     |     |      |     |     |      |      |     |     |     |     |
| VLA | Vlaznimi Đakovica                      |     |     |      |     |     |      |      |     |     |     |     |
| ZVE | Zvezda Gnjilane                        |     |     |      |     |     |      |      |     |     |     |     |
| |                                        |     |     |      |     |     |      |      |     |     |     |     |
| podebljan rezultat - utakmice od 1. do 11. kola (1. utakmica između klubova) rezultat normalne debljine - utakmice od 12. do 22. kola (2. utakmica između klubova) rezultat nakošen - nije vidljiv redoslijed odigravanja međusobnih utakmica iz dostupnih izvora rezultat nakošen i smanjen * - iz dostupnih izvora nije uočljiv domaćin susreta prekrižen rezultat - poništena ili brisana utakmica p - utakmica prekinuta 3:0 p.f. / 0:3 p.f. - rezultat 3:0 bez borbe n.i. - nije igrano |                                        |     |     |      |     |     |      |      |     |     |     |     |

 Izvori: 